# Arkadi Dolinine
Arkadi Dolinine (en russe : Аркадий Семёнович Долинин) (initialement : Aron Simonovitch Izkoz , en russe : Арон Симонович Искоз) 23 avril (5 mai) 1880, Monastyrchchtina, Gouvernement de Moguilev — 23 août ; 1968, village de Toskovo, (Oblast de Léningrad) est un philologue, critique et historien littéraire soviétique et russe.

## Biographie
IL nait dans une famille juive pauvre en 1880. Il passe ses examens au gymnase de Starodoub. Il travaille ensuite au bureau des statistiques dans le Gouvernement de Smolensk. Pour éviter son arrestation comme agitateur politique parmi les paysans il part à l'étranger et va étudier à Vienne (1904—1906).
De retour en Russie (1907), il termine ses études à la faculté d'histoire et de philologie de Université d'État de Saint-Pétersbourg. Il enseigne comme professeur de philologie dans les gymnases et les collèges de Saint-Pétersbourg.
En 1906, il commence à publier (un article « Sur les symbolistes» dans la revue allemande «Das Wort»). Il participe au séminaire Pouchkine avec Semion Vengerov. En 1909 il y lit son exposé sur le poème de Pouchkine « Les Tsiganes» qui est considéré comme son premier ouvrage important quand il est publié en 1914. Dans les années 1910 il est édité dans les revues « Zavety» , « Pensée russe ».
De 1915 à 1917, il sert dans l'armée et de 1918 à 1920 il travaille à Arkhangelsk, publie dans la presse locale, rédige un supplément littéraire dans la revue locale « Renaissance du Nord ». Dans les années 1920, il enseigne dans les écoles supérieures de Petrograd.
Il est l'auteur d'articles sur la littérature russe des XIXe siècle et XXe siècle, et en particulier de travaux sur l'œuvre de Fiodor Dostoïevski. Il reçoit le titre officiel de Professeur, et enseigne à la faculté de philosophie et lettres de l'Université d'État de Saint-Pétersbourg.

## Famille
Il est le père de l'orientaliste Anna Dolinina et du philologue Konstantin Dolinine. Il est aussi
le grand-père du metteur en scène et scénariste du studio « Lenfilm » Dmitri Dolinine (né en 1938).

## Ouvrages
- « Le laboratoire créatif de Dostoïevski » (1947)
- « Les derniers romans de Dostoïevski » (1963)
- « Dostoïevski et les autres » (1989)

## Littérature
- Dictionnaire critique des écrivains russes et des scientifiques (depuis le début de l'enseignement russe à nos jours). Saint-Pétersbourg, 1889—1914.
- Les écrivains russes. 1800—1917: Dictionnaire biographique. Т. 2. — М.: Grande encyclopédie russe.